# Brunei Museum
Het Brunei Museum is een museum nabij Bandar Seri Begawan in Brunei. Het is gelegen op een archeologische plaats in Kota Batu, circa 5 km van Bandar Seri Begawan. Het museum is het grootste van het land.
Het museum ontstond in 1965 en werd officieel geopend in 1972. Het museum is gewijd aan onder meer de islamitische geschiedenis, voorwerpen en gebruiken uit Brunei, keramiek en de olie-industrie van Brunei.

## Collectie
Het museum bestaat uit diverse afdelingen, zoals:
- Islamitische Kunstgalerij: met onder andere een grote collectie islamitische kunst van de sultan Hassanal Bolkiah uit diverse regio's van de vroege islamitische perioden tot aan de 19e eeuw.
- Geschiedenis en technologie van de Brunei Darussalam's Petroleum Gallery: de belangrijkste industrie, de olieindustrie van Brunei.
- Traditionele Cultuurgalerij: gebruiken en voorwerpen van de cultuur van Brunei.
- Natuurgalerij: met onder meer de historie en de fauna van Brunei.
- Archeologie en geschiedenis Galerij: over de geschiedenis vanaf de prehistorie tot cira 1984.